# Deborah De Robertis
Deborah De Robertis (Luxemburg, 12 februari 1984) is een Luxemburgse performance-artieste, fotografe en filmmaker.

## Levensloop
Haar moeder had de Franse en haar vader de Italiaanse nationaliteit. Ze studeerde aan de École de recherche graphique (ERG) te Brussel en in 2013 werd ze aangesteld door het Luxemburgs ministerie van Cultuur als residence artiest op het Cité Internationale des Arts te Parijs. In 2014 veroorzaakte ze controverse toen ze in het Musée d'Orsay voor het schilderij L'origine du monde van Gustave Courbet plaatsnam om haar impressie van het schilderij weer te geven. Later voerde ze soortgelijke performances uit in andere musea, waaronder in het Louvre bij de Mona Lisa van Leonardo da Vinci. Zelf beschrijft ze haar artistiek statement als volgt: “Mijn werk gaat over het oogpunt van vrouwelijke naaktheid. Wanneer een naakte vrouw passief is, zoals in reclame of musea, dan is alles oké. Maar als de naaktheid een boodschap heeft, niet meer."

### Gele hesjes happening
Op 15 december 2018 organiseerde ze een happening tijdens een demonstratie van de gele hesjes door als Marianne gekleed de oproerpolitie tegemoet te treden.

## Filmografie
- Mirroir de l'origine (2014)